# Tati Westbrook
Tati Westbrook (n. 14 februarie 1982, Seattle, Washington, SUA)  este o personalitate americană pe internet  și un artist de make-up . 

## Antreprenoriat

### YouTube
Westbrook, fost consultant de imagine transformat în artist de make-up, și-a creat canalul YouTube, GlamLifeGuru, pe 7 noiembrie 2010. 
Ea se concentrează în principal pe recenzii de machiaj și frumusețe, sfaturi și tutoriale.  Începând cu data de 15 mai 2019, ea a acumulat o înregistrare de peste 10 milioane de abonați în timpul unei dispute cu James Charles. În mai 2019, ea a câștigat mai mult de patru milioane de abonați într-o perioadă de o săptămână, iar Charles a pierdut mai mult de trei milioane de abonați în patru zile.   

### Halo Beauty
În februarie 2018, Westbrook și-a înființat și lansat propria marcă de suplimente numită Halo Beauty Inc.  Marca a lansat inițial două suplimente, unul pentru păr, piele și unghii, iar celălalt pentru piele limpede. Compania a generat peste 500.000 de adepți pe social media.   
Westbrook face o estimare de 1,3 milioane de dolari pe an între YouTube și Halo Beauty. 

## Viață personală
În 2017, Tati s-a căsătorit cu James Westbrook, care apare des în videoclipurile sale pe YouTube. Începând cu iunie 2021, Tati a revenit pe YouTube într-o postare intitulată "Un an mai târziu...", în care a anunțat că se va întoarce la rădăcinile sale făcând tutoriale de machiaj și recenzii. Acest lucru vine după aproape un an de pauză de pe YouTube, ultima ei postare fiind o scuză, acum ștearsă, adresată unui alt YouTuber, James Charles (vezi secțiunea de controverse). În plus, videoclipul recent reafirmă că Tati este încă implicată activ în Halo Beauty în calitate de CEO, în timp ce litigiul continuă (vezi secțiunea de controverse).